# مطثية قطبية
مطثية قطبية[بحاجة لمصدر] (الاسم العلمي: Clostridium arcticum) هي نوع من البكتيريا يتبع جنس المطثية من الفصيلة المطثاوية.

## روابط خارجية
- ITIS - Catalogo delle specie